# Baba Jaga

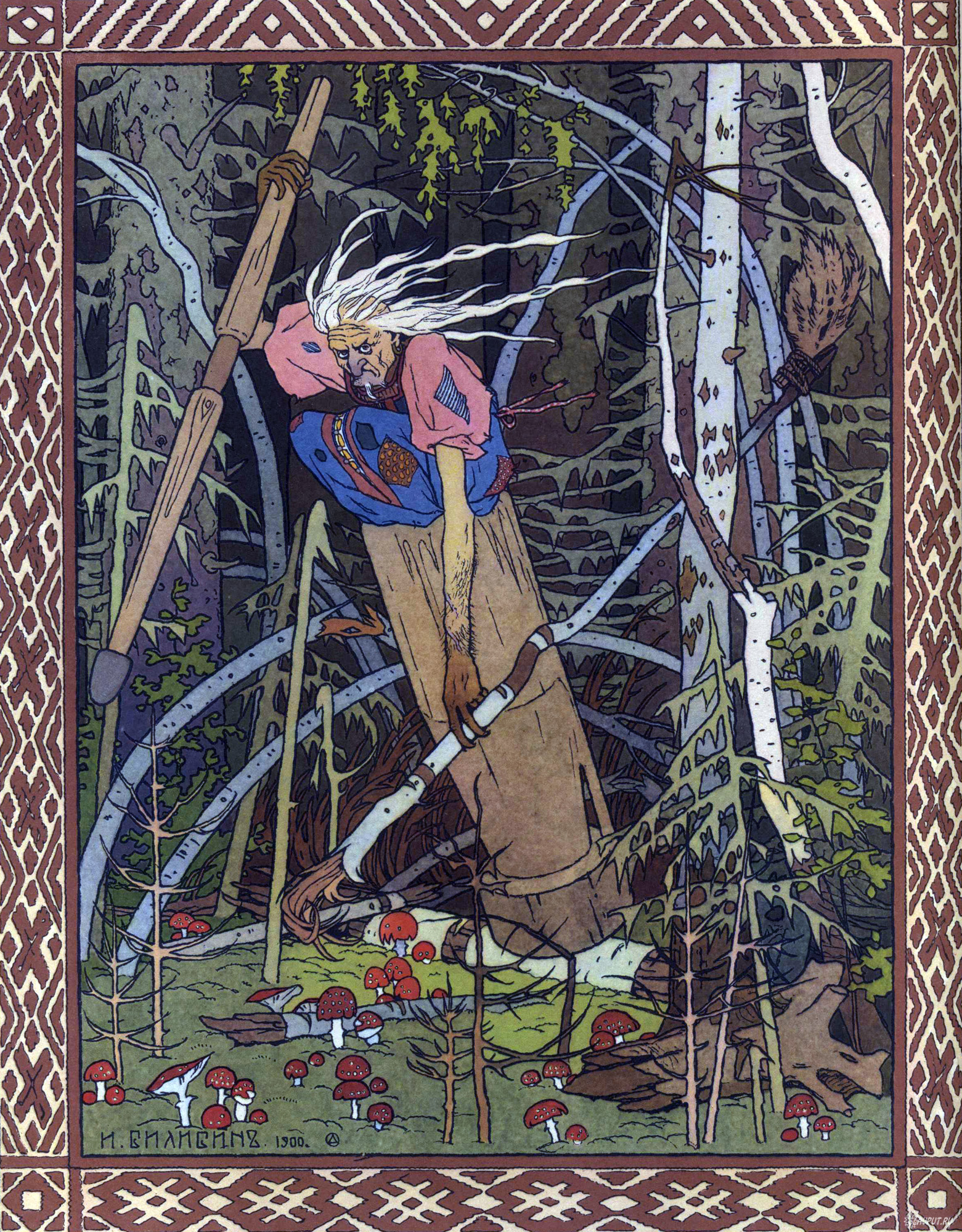
Baba Jaga fliegt auf ihrem Mörser. Iwan Bilibin, 1899

Baba Jaga (russisch Ба́ба-Яга́), regional auch Baba Roga, Baba Zima und Ježibaba, ist eine bekannte Figur aus der slawischen Mythologie, die in Ländern mit mehrheitlich slawischer Bevölkerung eine sehr populäre Märchengestalt ist.

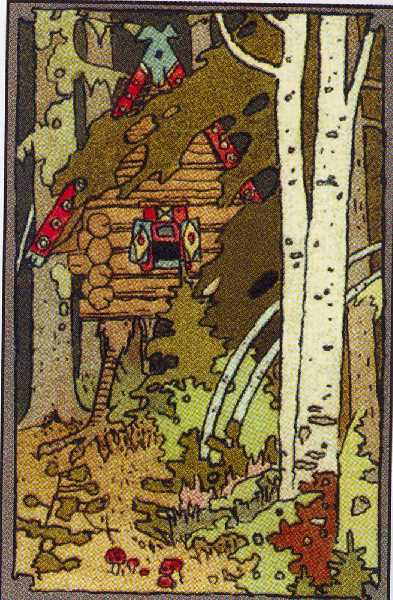
Hütte auf Hühnerbeinen. Iwan Bilibin, 1899

## Herkunft der Bezeichnung
Das Wort Baba bezeichnet in den meisten slawischen Sprachen eine alte Frau oder einfach eine Großmutter. Jaga ist auch eine polnische Abkürzung des weiblichen Vornamens Jadwiga. Roga heißt „die Gehörnte“. Zima bedeutet „Winter“, „die Kalte“ oder „Kaltherzige“.
Bezeichnungen in den einzelnen slawischen Sprachen:
- Baba Jaga (polnisch, tschechisch, slowakisch, serbokroatisch)
  - Баба-Яга (russisch, ukrainisch, bulgarisch, belarussisch)
  - Баба Јага (serbokroatisch, mazedonisch)
- Jaga baba (slowenisch)
- Ježibaba (tschechisch, slowakisch)
- Jasibaba (Язі-Баба, ukrainisch)
- Baba Zima (serbokroatisch)
- Baba Roga (serbokroatisch)
  - Баба Рога (mazedonisch)

## Deutung

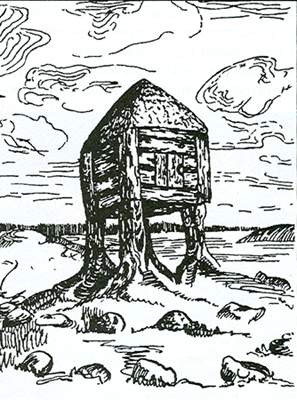
Nicholas Roerich, „Изба смерти“ („Hütte des Todes“, Zeichnung, 1905), eine künstlerische Darstellung der Bestattungsriten der frühen Slawen

Bei oberflächlicher Betrachtung ähnelt die Baba Jaga der westeuropäischen Hexe, wie der in Hänsel und Gretel. Über die Deutung der Baba Jaga gibt es zahlreiche Spekulationen, insbesondere von esoterischer Seite, die in ihr eine Erdmuttergöttin erkennen will.
Die Baba Jaga ist der ebenfalls slawischen Waldfrau ähnlich, allerdings ist die Waldfrau meist jung und schön. Wie die Waldfrau gilt sie als unberechenbar und sehr gefährlich. Die Baba Jaga könnte eine alte und von der Einsamkeit und Zauberei verrückt gewordene Waldfrau sein. In manchen ost- und südostslawischen Märchen gibt sich die Waldfrau als unglückliche Tochter namens Marinuschka (Marina) der Baba Jaga aus.
Baba Jaga gilt auch als das dritte Mitglied einer dreifaltigen Göttin, bestehend aus der Jungfrau, der Mutter und dem alten Weib. Sie ist für den Tod und die Wiedergeburt zuständig. In manchen Erzählungen lebt sie mit zwei Schwestern zusammen, die den gleichen Namen tragen. Gemeinsam bilden sie also die komplette Göttin: Jungfrau, Mutter und altes Weib. Stirbt eine der Schwestern durch das Schwert oder durch Feuer, so besprenkeln die anderen beiden sie mit dem „Wasser des Todes“. Dadurch heilen ihre Wunden und sie steht von den Toten wieder auf. Baba Jaga wird deshalb auch oft als Hüterin der Wasser des Lebens und des Todes bezeichnet.
Das moderne Sichtbild (nach der Christianisierung der Slawen) bezieht sich mehr auf den europäischen Begriff „Hexe“ (Krautfrau, Heilerin mit Zauberkräften). In dieser Sichtweise taucht sie auch in den meisten von den Sammlern im 19. Jahrhundert festgehaltenen Märchen auf, als durchweg bösartige Gestalt.
Der Beiname Baba Jagas ist Kostjanaja Noga (d. h. „Knochenbein“) und ihre Merkmale ein Besen und ein Mörser.

## Im Märchen

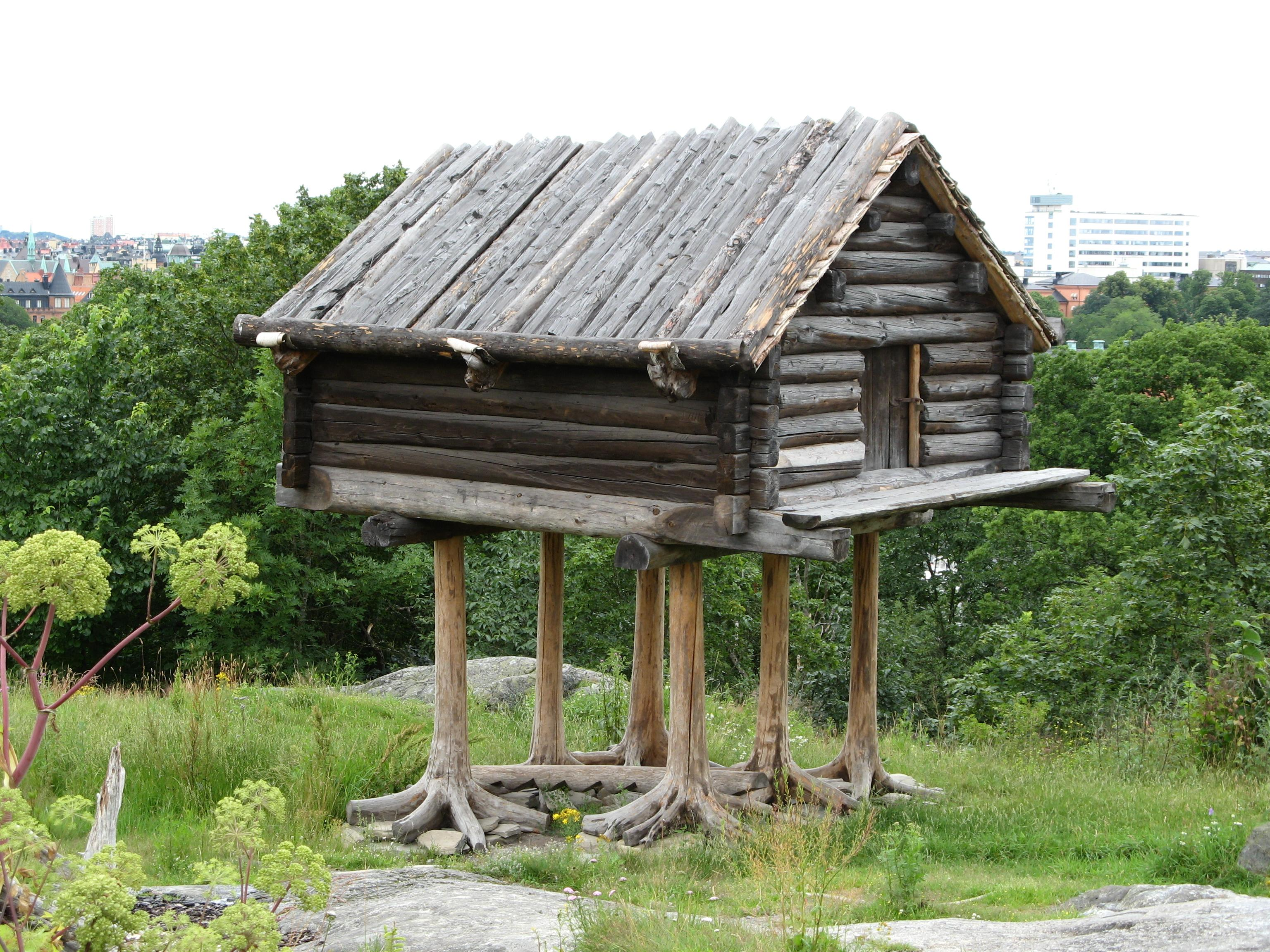
Samisches Lagerhaus, Stockholm, Schweden, als Vorbild der „hühnerbeinigen“ Hütte.

In alten Märchen lebt die Baba Jaga sesshaft (etwa in einem Tal oder in einem Waldabschnitt) und kann ihre Unterkunft nicht verlassen, weil ihre Zauberkraft mit dem Ort verbunden ist. In späteren vorchristlichen Märchen bewegt sie sich sehr schnell zu Fuß und ist nur an bestimmte natürliche Landesgrenzen gebunden (Flüsse, Berge, Wälder, Täler). In Märchen nach der Christianisierung bekam die Baba Jaga einen Besen, eine schwarze Katze und steht – wie die Hexen – im Bunde mit dem Teufel. Das Christentum begann im Mittelalter, die heidnischen Sagen abzuwerten, unter anderem die Sagengestalt Baba Jaga. So wird aus der machtvollen, klugen alten Frau eine böse, unheimliche Frau, die mit dem Teufel im Bunde steht. Teilweise wird sie sogar als die Großmutter des Teufels bezeichnet.
In den variantenreichen Geschichten erscheint Baba Jaga einerseits als eine magere und hässliche alte Hexe mit eisernen Zähnen, die im Wald lebt. Sie isst Menschen und dekoriert ihren Gartenzaun mit deren Schädeln. Andererseits tritt sie auch als helfende Gestalt auf, die gute Ratschläge erteilt oder kostbare Geschenke macht. Sie wohnt in einer Hütte, die auf Hühnerbeinen steht. Manchmal heißt es sogar, dass sie damit die sterbenden Menschen verfolgt und schließlich zu sich holt. In russischen Volksmärchen wird das Häuschen auf Hühnerbeinen als Hütte ohne Eingang beschrieben. Es dreht sich nur bei einem bestimmten Wort um und hat dann eine Eingangstür. In anderen russischen Märchen reitet sie auf einem eisernen Ofen, der auf Hühnerbeinen läuft. Sie kann auch in einem Mörser fliegen, den sie mit dem Mörserstößel lenkt, und sie verwischt ihre Fußspuren mit einem Besen. Häufig gilt sie als Mutter von Koschtschei dem Todeslosen.
In späteren ukrainischen, belarussischen und ostpolnischen Märchen tritt die Baba Jaga als gestaltänderndes, weibliches Wesen auf, das dem Teufel als Untertan bzw. Seelenfänger dient. Dabei spielt der Kampf zwischen den treuen Christen (meist männlich) und der hinterlistigen Hexe (Vedjma; Wiedźma), die versucht, in der Gestalt einer hilflosen Frau auf den Rücken des Protagonisten zu springen, um ihn dann zu Tode zu hetzen (buchstäblich zu reiten) oder ihn mit Hilfe von Illusionen vom Glauben abzubringen, die zentrale Rolle in den Sagen über die Baba Jaga. Auch in alten slowenischen Sagen, z. B. aus Windisch-Bleiberg in den Karawanken, spielt die Barba eine Rolle als Unruhestifterin und Zauberin, die aber auch in sonst ausweglosen Situationen helfen kann.
In modernen Märchen und Erzählungen lebt Baba Jaga als normale Frau (meistens als Schwiegermutter, Großmutter, Mutter oder die Frau des Dorfältesten) unter den Menschen und wird nur nachts bzw. bei Vollmond als böse offenbart.

## In der Musik
Der russische Komponist Modest Mussorgski hat den Flug der Baba Jaga auf dem Mörser in seinem berühmten Klavierzyklus Bilder einer Ausstellung verewigt. Als Vorlage dienten ihm Bilder des Malers Wiktor Hartmann (1834–1873).
Anatoli Ljadow porträtierte die Baba Jaga in einer kurzen, aber sehr effektvollen symphonischen Dichtung.
Alexander Dargomyschski komponierte ein Fantasie-Scherzo „Baba-Jaga“ für Orchester. Auch in der Oper Rusalka von Antonín Dvořák kommt Baba Jaga (tschechisch Ježibaba) vor. Pjotr Iljitsch Tschaikowski nannte ein Stück in seinem Kinderalbum für Klavier ebenfalls „Baba Jaga“.
Die britische Rockband Emerson, Lake and Palmer hat in ihrem Live-Album Pictures at an Exhibition Mussorgskis Klavierzyklus neu interpretiert und The Curse of Baba Yaga hinzugefügt.
Der französische Musiker Christian Vander adaptierte das Werk Mekanïk Destruktïw Kommandöh seiner Band Magma für Aufführungen durch Kinderchöre zu Baba Yaga La Sorcière um. Der Mitschnitt eines Konzertes vom 15. Oktober 1995 wurde 1996 auf CD veröffentlicht. Hierbei handelt sich um eine gekürzte Version des Stückes, dessen kobaianische Texte von Gaston Tavel so umgeschrieben wurden, dass sie leicht von einem Kinderchor interpretiert werden können.
Die russische Deathcore-Band Slaughter to Prevail veröffentlichte im Mai 2021 ein Lied mit dem Titel Baba Yaga, dessen Text von der Jagd Baba Yagas auf Kinder handelt.
Die deutsche Gothic-Metal-Band The Vision Bleak veröffentlichten 2013 das Lied The Cannibal Witch.

## In der Literatur

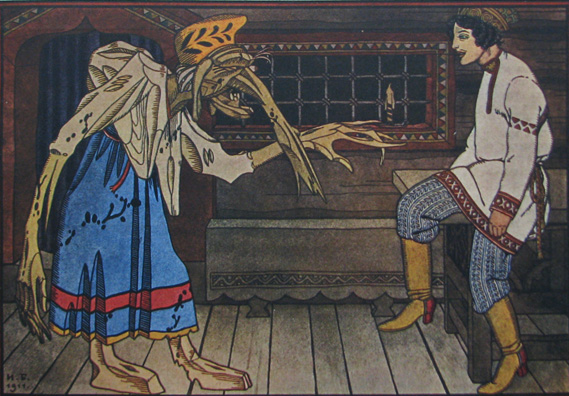
Baba Jaga aus dem Märchen über drei Zarenjungfern und über Ivaschka, den Pfaffensohn. Iwan Bilibin, 1911

Baba Jaga und ihre Hütte gehören zum Naturwissenschaftlichen Forschungsinstitut für Magie und Zauberei in dem phantastischen Roman Der Montag fängt am Samstag an der Brüder Strugazki.
Die Märchen um Baba Jaga finden im Barrayar-Zyklus der amerikanischen Science-Fiction-Autorin Lois McMaster Bujold als Lokalkolorit des hauptsächlich von russischstämmigen Siedlern kolonisierten Planeten Barrayar Erwähnung. In der modernen Kinderliteratur taucht die Baba Jaga in den Abenteuern des starken Wanja von Otfried Preußler und den Kurzgeschichten Taschi der australischen Autoren Anna und Barbara Fienberg auf: Bei Preußler reitet sie auf einem eisernen Ofen, der auf Hühnerpfoten läuft; stiehlt den Bauern, die am Rand ihres Moores leben, die Pferde, und ertränkt Menschen, die sich ihr zu sehr nähern, indem sie ihnen ein eisernes Fangeisen um den Hals wirft und ins Moor zerrt. Bei Fienbergs ist sie eine menschenfressende Hexe. Auch in der Fantasy-Geschichte Im Land der Tajumeeren der deutschen Autorin Nina Blazon spielt sie eine Hauptrolle, allerdings als verschroben mürrische Alte mit gutem Herz. Auch in Kai Meyers Roman Der Schattenesser tritt sie als bösartige, den Menschen für ihre Zwecke manipulierende und menschenfressende Hexe auf. In den Hellboy-Comics des amerikanischen Zeichners und Autors Mike Mignola ist sie eine der Gegenspielerinnen des Protagonisten. In Neil Gaimans Sandman-Comics taucht sie in der Geschichte The Hunt im Band Fables & Reflections auf, wo sie den Protagonisten in ihrem Mörser zu seinem Ziel bringt.

## Im Theater
Baba Jaga erfreut sich in Europa recht großer Bekanntheit. So wurde das Märchen als Abenteuer im Zauberwald, in dem die Hexe den Antagonisten spielt, bereits 1964 verfilmt. Eine weitere Adaption des Märchens wurde 2005 für das heutige Boulevardtheater Dresden geschrieben, in der Rainer König die Hauptrolle der Hexe spielt. Inzwischen gibt es vier weitere Fortsetzungen des Stückes, eine fünfte wurde im September 2016 in Dresden uraufgeführt. Mittlerweile ist die „Hexalogie“ mit dem „Großen Finale“ abgeschlossen.

## Filme
Die Hexe Baba Jaga kommt auch in einigen sowjetischen Märchenfilmen vor und wurde zumeist mit dem Schauspieler Georgi Franzewitsch Milljar besetzt. Obwohl sie meist als Antagonistin oder zumindest ambivalente Figur auftritt, ist sie mitunter auch bereit zu helfen. Sowjetische Verfilmungen mit einer handlungstragenden Rolle der Baba Jaga sind:
- 1940: Die schöne Wassilissa
- 1949: Gusi-lebedi
- 1964: Abenteuer im Zauberwald
- 1968: Feuer, Wasser und Posaunen
- 1974: Der Hirsch mit dem goldenen Geweih
- 1977: Wie der dumme Iwanuschka das Wunder suchte
- 1987: Vozvrashchenie domovyonka

Baba Jaga in weiteren Filmen:
- 1973: Foltergarten der Sinnlichkeit 2
- 1979: Letutschij korabl (russisch: Летучий корабль)
- 2016: Don’t Knock Twice
- 2017: Der letzte Ritter und das magische Schwert. Regie: Dmitriy Dyachenko
- 2018: Ant-Man and the Wasp
- 2019: Hellboy – Call of Darkness
- 2019: Yaga. Koshmar tyomnogo lesa
- 2020: Baba Yaga
- 2021: Geheimes Magieaufsichtsamt

Baba Jaga in Serien:
- 2012: Lost Girl (Staffel 2, Folge 04)
- 2020: Supernatural (Staffel 15, Folge 16)
- 2021: The Witcher, Staffel 2  mit Voleth Meir

## Andere Medien
Zum Videospiel Rise of the Tomb Raider (2018) existiert ein Zusatzinhalt namens Baba Yaga – Tempel der Hexe. In diesem erforscht die Protagonistin Lara Croft ein Gebiet eines ehemaligen sowjetischen Außenpostens in Sibirien, welches von einer ehemaligen russischen Kriegsgefangenen mit Fallen aus halluzinogenen Pollen bestückt wurde, um sich den Aberglauben und die Angst der sowjetischen Soldaten zu Nutze zu machen, die durch die Wirkung der Pollen glauben, die Hexe und ihre dämonischen Kreaturen zu sehen.
Des Weiteren taucht sie im Spiel The Witcher 3: Wild Hunt in der Gestalt der drei Schwestern auf.
Das Spiel Cooking Companions, das 2021 auf Steam erschien, basiert komplett auf der Geschichte von Baba Jaga.
Auch in verschiedensten Modding-Communities diverser Videospiele taucht Baba Jaga als Teil von Fantasy Mods auf. So zum Beispiel im Princes of Darkness Mod von Crusader Kings 3.